# Kristin Halvorsen
Pour les articles homonymes, voir Halvorsen.

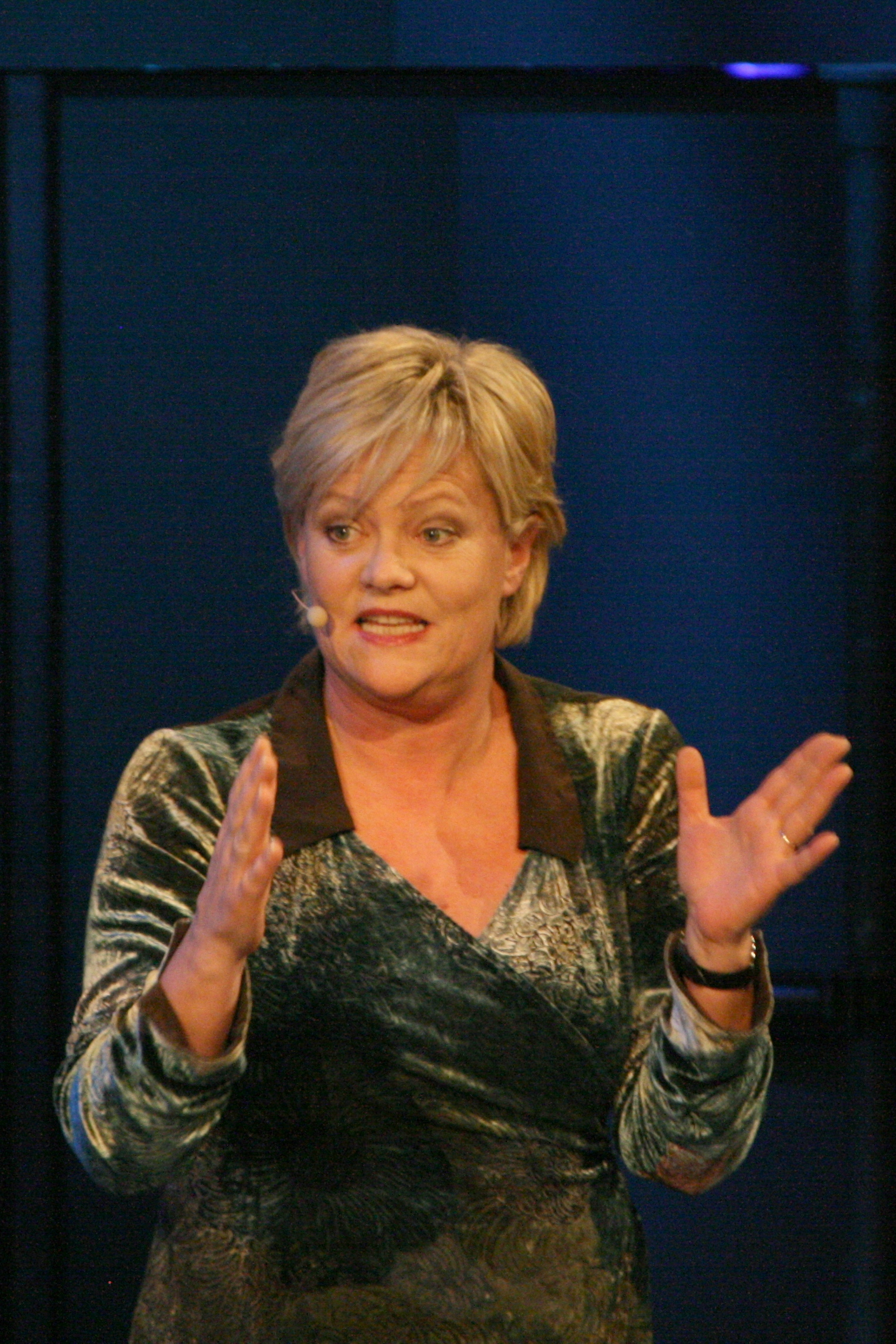
Kristin Halvorsen, le 7 janvier 2009.

Kristin Halvorsen (2 septembre 1960, Horten, Vestfold) est une femme politique norvégienne, actuelle ministre de l'Éducation du gouvernement de Jens Stoltenberg. Elle est la présidente du parti socialiste de gauche ou Sosialistisk Venstreparti entre 1997 et 2012.

## Biographie
Le père d’Halvorsen, Leif Georg Halvorsen est un homme d’affaires, et sa mère Marit Larsen, une enseignante. Halvorsen sort diplômé en pédagogie et en criminologie et commence à travailler en tant qu’assistante légale. En 1982, elle rentre dans l’organisation de jeunesse du Sosialistisk Venstreparti appelée Sosialistisk Ungdom. Elle préside le mouvement de 1984 à 1986.
En 1985, Halvorsen devient suppléante au parlement norvégien (le Storting). Depuis 1989, elle représente la circonscription d’Oslo au Storting. Elle a siégé aux comités parlementaires sur les Finances (1989-1997), sur les affaires constitutionnelles (1997-2001) et depuis 2001 aux comités sur les élections et sur les Affaires étrangères. Halvorsen est la présidente du groupe parlementaire du Sosialistisk Venstreparti.
Dans les années 2000, les sondages montraient un regain de popularité du Sosialistisk Venstreparti (autour de 10 %). Lors des législatives du 12 septembre 2005, le parti n’a néanmoins réussi à obtenir que 8,8 % des voix. Après cet échec relatif, certains membres de la gauche du parti ont commencé à parler de la possibilité qu’Halvorsen quitte son poste de présidente. Les législatives ont néanmoins permis au Sosialistisk Venstreparti, en coalition avec le norske Arbeiderparti (parti des Travailleurs) et le Senterpartiet (parti du Centre) de former une coalition de gouvernement appelée « rouge-verte ». C’est la première fois que le parti socialiste de gauche participe au gouvernement norvégien. Kristin Halvorsen est devenue ministre des Finances du gouvernement de Jens Stoltenberg, le président du parti travailliste. Elle est la première femme à occuper ce poste.
À la suite des élections législatives norvégiennes de 2009, au cours desquelles son parti a perdu 4 sièges alors que les travaillistes en ont gagné trois, elle perd son portefeuille des Finances au profit de celui de l'Éducation et de la Formation. Le 10 mars 2012, Audun Lysbakken lui succède à la direction du parti. Treize jours plus tard, elle devient ministre de l'Éducation et de la Recherche.
En 2014, Kristin Halvorsen est nommée directrice du Centre de recherche internationale sur le climat et l'environnement.
Kristin Halvorsen est mariée au producteur et animateur de radio Charlo Halvorsen. Charlo Halvorsen est connu pour son rôle de coanimateur de l'émission Revolvermagasinet entre 1988 et 1992. Le couple a deux enfants.

## Livre
- Rett fra hjertet (Directement du cœur), 2004